# Roméo Lavia
Roméo Lavia (* 6. ledna 2004 Brusel) je belgický profesionální fotbalista, který hraje na pozici defensivního záložníka za anglický klub Chelsea FC a za belgický národní tým.

## Klubová kariéra

### Anderlecht
Lavia je odchovancem belgického Anderlechtu, do jehož akademie přišel v osmi letech.

### Manchester City
V šestnácti letech odešel Lavia v létě 2020 z Anderlechtu do Manchesteru City, kde podepsal svou první profesionální smlouvu. V dubnu 2021 získal s týmem do 21 let mistrovský titul v Premier League 2.
Od léta 2021 začal Lavia trénovat s A-týmem. Svůj debut si Lavia odbyl ve svých 17 letech 21. září 2021 ve třetím kole EFL Cupu proti Wycombe Wanderers.

### Southampton
Dne 6. července 2022 Lavia přestoupil do Southamptonu, se kterým podepsal pětiletou smlouvu. 6. srpna 2022 Lavia debutoval v zápase proti Tottenhamu Hotspur. Svůj první gól vstřelil 30. srpna 2022 při výhře Saints nad Chelsea 2:1 a stal se tak prvním hráčem narozeným v roce 2004, který skóroval v Premier League.

### Chelsea
Dne 18. srpna 2023 Lavia přestoupil do Chelsea za nezveřejněný poplatek.

## Reprezentační kariéra
Lavia se narodil v Belgii a je ghanského původu.

## Statistiky
K 9. lednu 2023
| Klub            | Sezóna  | Liga           | Liga   | Liga | FA Cup | FA Cup | EFL Cup | EFL Cup | Celkem | Celkem |
| Klub            | Sezóna  | Liga           | Zápasy | Góly | Zápasy | Góly   | Zápasy  | Góly    | Zápasy | Góly   |
| --------------- | ------- | -------------- | ------ | ---- | ------ | ------ | ------- | ------- | ------ | ------ |
| Manchester City | 2021/22 | Premier League | 0      | 0    | 1      | 0      | 1       | 0       | 2      | 0      |
| Southampton     | 2022/23 | Premier League | 29     | 1    | 2      | 0      | 3       | 0       | 34     | 1      |
| Chelsea         | 2023/24 | Premier League | 0      | 0    | 0      | 0      | 0       | 0       | 0      | 0      |
| Celkem          | Celkem  | Celkem         | 29     | 1    | 3      | 0      | 4       | 0       | 36     | 1      |

## Ocenění

### Klubová

#### Manchester City U23
- Premier League 2: 2020/21